# Martin Jacoby
Martin Jacoby (Altona, 12 de abril de 1842 – Londres, 24 de diciembre de 1907) fue un entomólogo que especializado en Coleoptera, especialmente Chrysomelidae. Jacoby describió un gran número de especies de escarabajos por primera vez. 
Fue miembro de la Real Sociedad Entomológica de Londres, hasta su muerte en diciembre de 1907.
Tocaba el violín en la orquesta del teatro de la Royal Opera House de Londres y más tarde se convirtió en profesor de violín.

## Obra

### Publicaciones seleccionadas

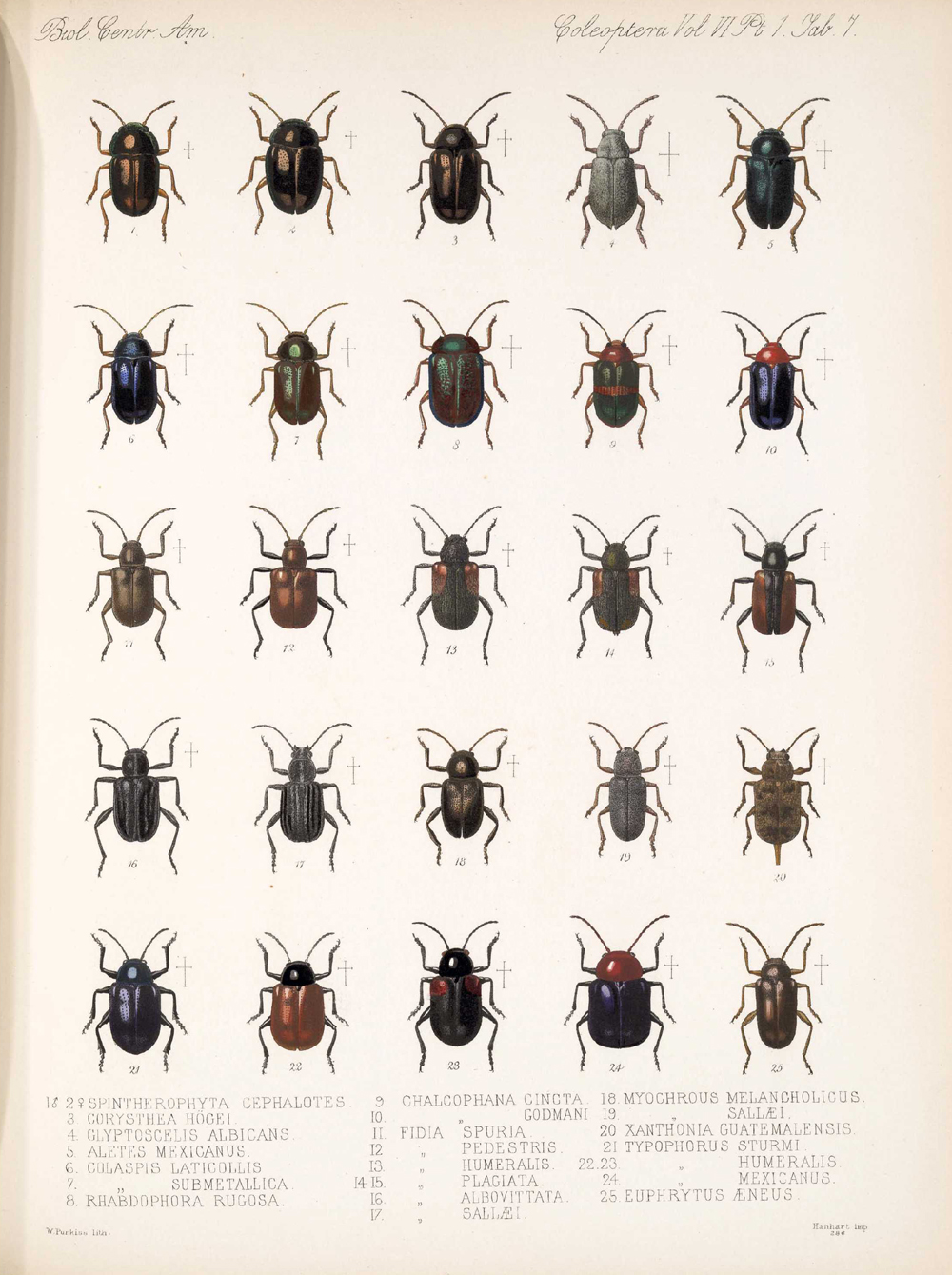
Coleoptera. Phytophaga. Biología Centrali-Americana

- 1880-1892. Insecta. Coleoptera. Phytophaga (part), v. VI, Parte 1 (Supp.) of Biologia Centrali-Americana

- 1885-1894 Insecta. Coleoptera. Phytophaga (part), v. VI, Parte 2 of Biologia Centrali-Americana

- 1899. Descriptions of the new species of phytophagous Coleoptera obtained by Dr. Dohrn in Sumatra.Stettiner Entomologische Zeitung 60: 259–313, 1 pl.

- 1903. Coleoptera Phytophaga Fam. Sagridae.in: P. Wytsman (ed.), Genera Insectorum. Fasc. 14A. P. Wytsman, Brussels, p. 1–11 1 pl.

- 1904. Coleoptera Phytophaga Fam. Sagridae. in: P. Wytsman (ed.), Genera Insectorum. Fasc. 14B. P. Wytsman, Brussels, pp. 13–14.

- 1904, con H. Clavareau Coleoptera Phytophaga Fam. Donacidae. in: P. Wytsman (ed.), Genera Insectorum. Fasc. 21. P. Wytsman, Brussels, 15 p. 1 pl.

- 1904, con H. Clavareau Coleoptera Phytophaga Fam. Crioceridae. in: P. Wytsman (ed.), Genera Insectorum. Fasc. 23. P. Wytsman, Brussels, 40 p. 1 pl.

- 1905, con H. Clavareau . Coleoptera Phytophaga Fam. Megascelidae. in: P. Wytsman (ed.), Genera Insectorum. Fasc. 32. P. Wytsman, Brussels, 6 p. 1 pl.

- 1905, con H. Clavareau.  Coleoptera Phytophaga Fam. Megalopidae. in: P. Wytsman (ed.), Genera Insectorum. Fasc. 33. P. Wytsman, Brussels, 20 p. 2 pls.

- 1906, con H. Clavareau.  Coleoptera Phytophaga Fam. Chrysomelidae Subfam. Clytrinae. in: P. Wytsman (ed.) Genera Insectorum. Fasc. 49. P. Wytsman, Brussels, 87 p. 5 pls.

- 1908 (-1936?) Chrysomelidae Volumes 1-4. The Fauna of British India, Including Ceylon and Burma.

## Colección
La colección de Jacoby está dividida entre el Museo de Anatomía Comparada de la Universidad Harvard y el Museo de Historia Natural de Londres.

## Abreviatura (zoología)
La abreviatura Jacoby  se emplea para indicar a Martin Jacoby como autoridad en la descripción y taxonomía en zoología.

- Datos: Q6775788
- Multimedia: Martin Jacoby / Q6775788
- Especies: Martin Jacoby